# Giuseppe Farinelli (storico della letteratura)
Giuseppe Farinelli (Cadegliano Viconago, 11 settembre 1935 – Saronno, 18 settembre 2021) è stato uno storico della letteratura e critico letterario italiano.

## Biografia
Giuseppe Farinelli è storico della letteratura italiana, agiografo, romanziere, giornalista e storico del giornalismo. Allievo di Alberto Chiari e di Francesco Casnati, è stato professore ordinario di Letteratura italiana moderna e contemporanea e professore incaricato di Storia del giornalismo presso l'Università Cattolica del Sacro Cuore di Milano. Dal 1996 a tutt'oggi è direttore scientifico della rivista Otto/Novecento. Quadrimestrale di critica e storia letteraria. Nuova serie. È inoltre condirettore (con Ermanno Paccagnini) del “Corso di scrittura creativa” presso l'Università Cattolica di Milano.

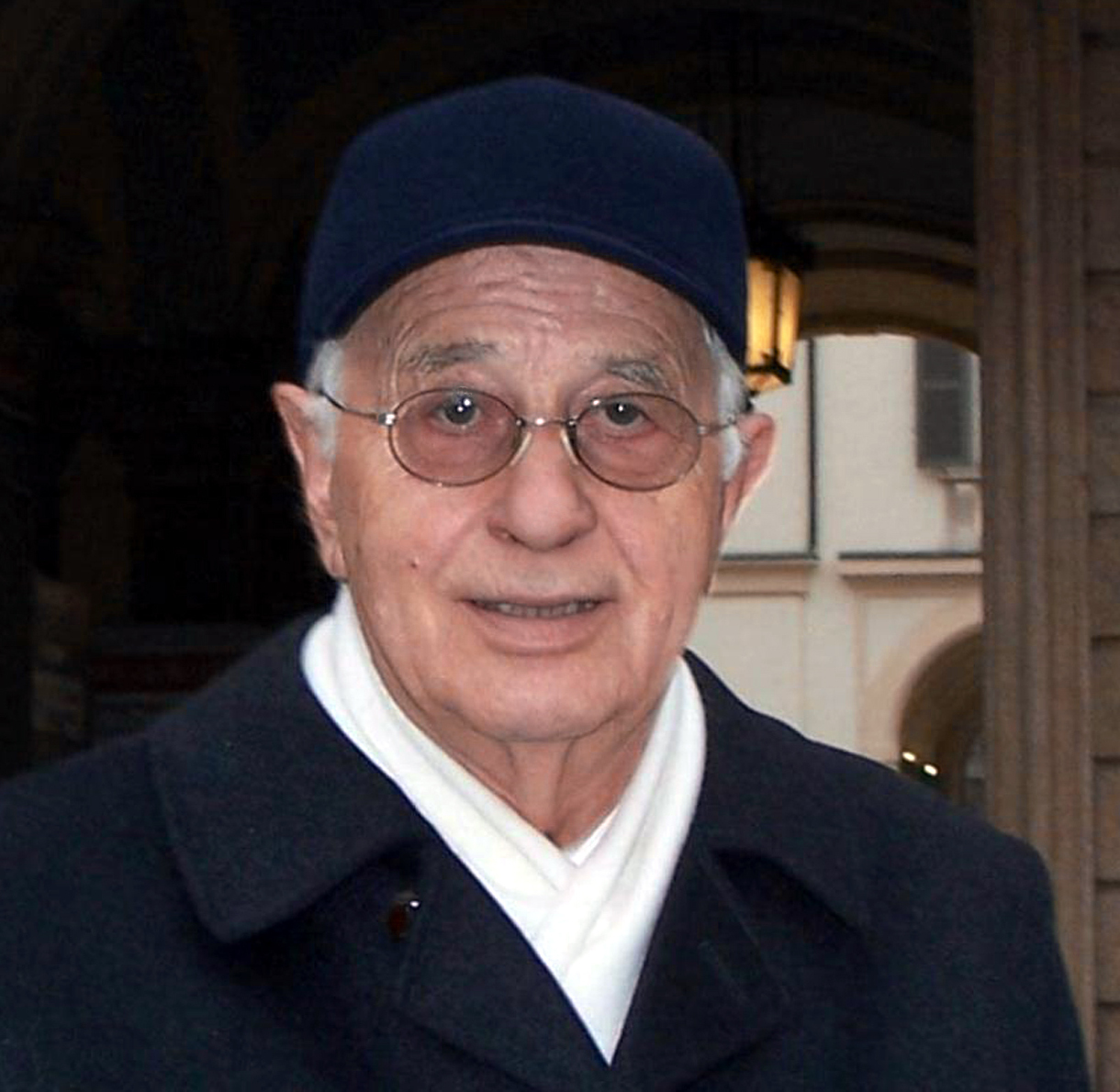
Mostra sulla Scapigliatura

I suoi interessi letterari spaziano dal Seicento ai giorni nostri. Tra i suoi lavori si segnalano: l'edizione dei processi a suor Virginia Maria De Leyva (la Monaca di Monza dei Promessi sposi), agli untori della peste “manzoniana” e a quello per stregoneria a Caterina de Medici; l'indagine sugli errori manzoniani nella Storia della colonna infame; gli studi sulla Scapigliatura milanese e sul suo fondatore Cletto Arrighi, affiancati dall'ideazione e dalla direzione della schedatura dei giornali e delle riviste pubblicati a Milano negli anni della Scapigliatura (1860-1880); gli studi sulla poesia crepuscolare d'inizio Novecento supportati dall'edizione critica delle poesie dei crepuscolari Carlo Chiaves, Giulio Gianelli e Fausto Maria Martini.

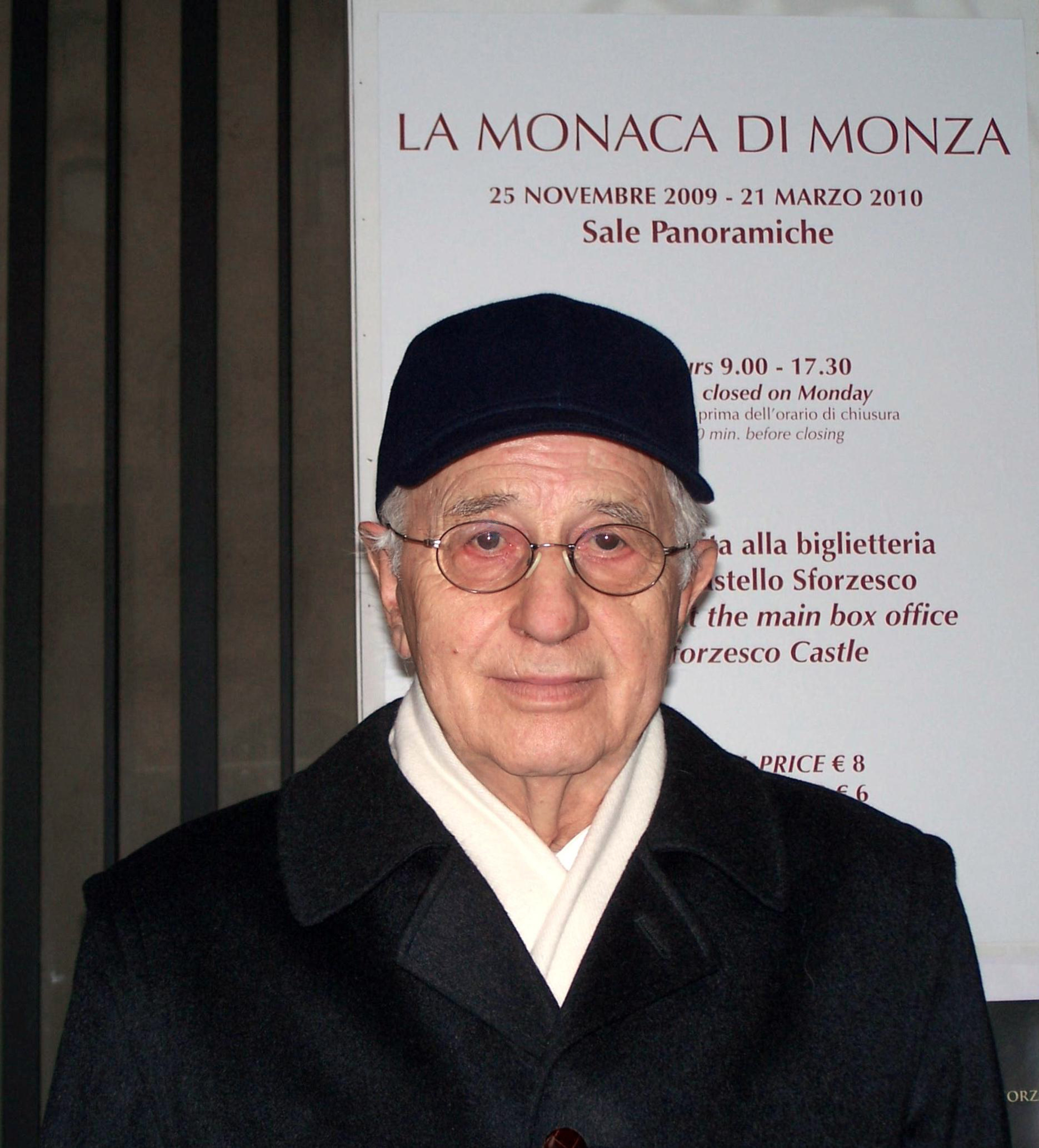
Mostra sulla Monaca di Monza

È stato ideatore e coautore di una storia del giornalismo italiano. Ha scritto il romanzo Tutta la vita a piedi (Torino, Aragno, 2003 ISBN 978-88-8419-129-8) e le biografie del santo Curato d'Ars e di santa Gemma Galgani di Lucca.
Ha fatto parte dei comitati organizzativi delle mostre sulla Scapigliatura milanese (Milano, Palazzo Reale, 26 giugno - 22 novembre 2009) e sulla Monaca di Monza (Milano, Castello Sforzesco, 25 novembre 2009 – 21 marzo 2010), firmandone altresì i cataloghi.
È direttore scientifico e docente della Scuola estiva internazionale di Studi Leopardiani, Pascoliani e Montaliani - Summer School - Formazione Permanente "Centro di Cultura per lo Sviluppo" di Lucca.
Il suo profilo bio-bibliografico completo si legge nelle introduzioni (firmate da Ermanno Paccagnini e da Angela Ida Villa) premesse alla miscellanea di Studi di storia e critica delle letteratura italiana dell'Ottocento e del Novecento in onore di Giuseppe Farinelli (2011 ISBN 978-88-87734-39-3).
Muore a Saronno (VA) il 18 settembre 2021 all'età di 86 anni.

## Opere
Opere in volume
- Storia e poesia dei crepuscolari, Milano, IPL, 1969.
- Fausto Maria Martini, Tutte le poesie [a c. di], Milano, IPL, 1969.
- Carlo Chiaves, Tutte le poesie [a c. di], Milano, IPL, 1970.
- Mario Alessandro Paulucci, Presenza reale [a c. di], Milano, IPL, 1971.
- Tutte le poesie di Giulio Gianelli, Milano, IPL, 1973.
- Fausto Maria Martini, Si sbarca a New York [a c. di], Milano, IPL, 1975.
- Cletto Arrighi, La Scapigliatura [a c. di], Milano, IPL, 1978.
- Il romanzo tra le due guerre, Brescia, La Scuola, 1979.
- La pubblicistica nel periodo della Scapigliatura. Regesto per soggetti dei giornali e delle riviste esistenti a Milano e relativi al primo ventennio dello Stato unitario:1860-1880 [a c. di], Milano, IPL, 1984.
- Atti del processo a suor Virginia Maria de Leyva, in AA.VV., Vita e processo di suor Virginia Maria de Leyva monaca di Monza, a c. di Umberto Colombo, Milano, Garzanti, 1985.
- Atti del processo agli untori. Ricostruzione e trascrizione integrale, cronologia, note esplicative e filologiche, in Giuseppe Farinelli e Ermanno Paccagnini, Processo agli untori. Milano 1630: cronaca e atti giudiziari, Milano, Garzanti, 1988.
- Atti del processo a suor Virginia Maria de Leyva. Introduzione, trascrizione integrale e nota filologica, in Giuseppe Farinelli - Ermanno Paccagnini, Vita e processo di suor Virginia Maria de Leyva monaca di Monza, Milano, Garzanti,1989.
- Processo per stregoneria a Caterina de Medici. Note storiche, linguistiche, critiche, filologiche e varianti, in Giuseppe Farinelli - Ermanno Paccagnini, Processo per stregoneria a Caterina de Medici. 1616-1617, Milano, Rusconi, 1989.
- Dal Manzoni alla Scapigliatura, Milano, IPL, 1991.
- Le origini del giornalismo, in Giuseppe Farinelli - Ermanno Paccagnini - Giovanni Santambrogio - Angela Ida Villa, Storia del giornalismo italiano. Dalle origini ai giorni nostri, Torino, UTET, 1997; nuova edizione 2004.
- «Vent’anni o poco più». Storia e poesia del movimento crepuscolare, Milano, Edizioni Otto/Novecento, 1998.
- La monaca di Monza nel tempo, nella vita e nel processo originale rivisto e commentato, Milano, Edizioni Otto/Novecento, 1999.
- Scapigliatura, Roma, Editalia, 2001.
- Letteratura italiana del secondo Ottocento, in Giuseppe Farinelli - Antonia Mazza Tonucci - Ermanno Paccagnini, Letteratura italiana dell’Ottocento, Roma, Carocci, 2002.
- La Scapigliatura. Profilo storico, protagonisti, documenti, Roma, Carocci, 2003.
- «Perché tu mi dici poeta?». Storia e poesia del movimento crepuscolare, Roma, Carocci, 2005.

Saggi
- Motivi e aspetti dell’opera poetica di Giovanni Papini, “Dialoghi”, luglio-agosto 1962.
- Interpretazioni e motivi dell’opera di Sergio Corazzini, “Dialoghi”, maggio-ottobre 1963.
- Rapporto sulla figura e sull’opera di Guido Gozzano, “Dialoghi”, gennaio-giugno 1964.
- Attraverso la stagione poetica di Marino Moretti, “Dialoghi”, settembre-ottobre 1965.
- Osservazioni sull’opera poetica di Aldo Palazzeschi, “Dialoghi”, gennaio-febbraio 1966.
- A proposito del numero e della spazieggiatura dei puntini di sospensione nella Ventisettana, in “Contributi dell’Istituto di Filologia Moderna. Serie Italiana”, Milano, Vita e Pensiero, 1966.
- Papini e la critica. Appunti in margine, “Il Ragguaglio Librario”, luglio-agosto 1966.
- Appunti per una bibliografia ragionata dell’opera di Emilio Cicchi, “Il Ragguaglio Librario”, ottobre 1966.
- Motivi crepuscolari nella poesia di Guido Gozzano, “Il Ragguaglio Librario”, novembre 1966.
- La poesia di Mario Alessandro Paulucci, “L’Italia che Scrive”, gennaio 1967.
- La poesia di Marino Moretti, “Il Ragguaglio Librario”, febbraio 1967.
- Alloro per Sergio Corazzini, “Il Ragguaglio Librario”, giugno 1967.
- Nota sulla poesia di Mario Alessandro Paulucci, “Il Ragguaglio Librario”, ottobre 1967.
- Marino Moretti e i “Romanzi dell’amorino”, “Il Ragguaglio Librario”, dicembre 1968.
- “L’ultima estate” di Marino Moretti, “Il Ragguaglio Librario”, luglio-agosto 1969.
- Tempi e aspetti della poesia di Mario Alessandro Paulucci, “Dialoghi”, maggio-ottobre 1970.
- Problemi e aspetti del crepuscolarismo, “Città di Vita”, n. 3, 1971.
- Vitalità di Moretti, “Italianistica”, n. 2, 1973.
- Tra giornali e riviste: “Il Campo”, in AA.VV., Studi in onore di Alberto Chiari, Brescia, Paideia, 1973.
- Gli scrittori e il Manzoni. Discussione del centenario, “La Fiera Letteraria”, 10 agosto 1975.
- Moretti e la critica, “Il Ragguaglio Librario”, novembre 1975.
- Postilla sulla Scapigliatura, “Otto/Novecento”, marzo-aprile 1977.
- “L’illuminazione” di Mario Alessandro Paulucci, “Il Ragguaglio Librario”, luglio-agosto 1977.
- Appunti per uno studio sul teatro milanese di Cletto Arrighi, “Otto/Novecento”, marzo-aprile 1978.
- Manzonismo e antimanzonismo di Cletto Arrighi, in AA.VV., Il “vegliardo” e gli “antecristi”, a c. di Renzo Negri, Milano, Vita e Pensiero, 1978.
- Dal romanzo storico al romanzo della Scapigliatura, “Otto/Novecento”, gennaio-febbraio 1981.
- Alloro per Renzo Negri, “Otto/Novecento”, marzo-aprile 1981.
- Tra crepuscolarismo e futurismo: Govoni e Palazzeschi, “Il Ragguaglio Librario”, maggio 1981.
- Letteratura e teologia, “Otto/Novecento”, maggio-agosto 1981.
- Marino Moretti e Mario Novaro. Carteggio, “Il Ragguaglio Librario”, febbraio 1982.
- L’ultimo Mariani: “Poesia e tecnica nella lirica del Novecento”, “Il Ragguaglio Librario”, giugno-luglio 1983.
- “Fontamara” di Silone nella prospettiva delle varianti, “Testo”, n. 6-7, 1984.
- “La Passione”, in AA.VV., Inni Sacri, Città del Vaticano, Effesette, 1984.
- Gli “Inni Sacri”: verso una proposta liturgica?, Milano, Ancora, 1985.
- Recenti studi sulla Scapigliatura, “Nuova Secondaria”, 15 aprile 1985.
- La Monaca di Monza tra storia e letteratura, in AA.VV., Manzoni e il suo impegno civile, Azzate, Edizioni “Otto/Novecento”, 1986.
- La critica sul decadentismo, “Otto/Novecento”, settembre-dicembre, 1987.
- La librettistica di Antonio Ghislanzoni. Contributo ad una ricerca, “Otto/Novecento”, gennaio-febbraio 1988.
- Il “male di vivere” tra filosofia e letteratura, “Nuova Secondaria”, 15 febbraio 1988.
- Positivismo e poetica di Vittorio Betteloni, “Testo”, n. 19, 1990.
- Enrichetta e Lucia, “Otto/Novecento”, novembre-dicembre, 1992.
- Primo Levi e la difesa dell’uomo umano: quale insegnamento?, “Otto/Novecento”, gennaio-febbraio 1995.
- Nino Oxilia, “Critica Letteraria”, n. 91-92, 1996.
- Appunti sulla tortura ed altri aspetti nei processi “manzoniani” del Seicento milanese, CSLI, Nancy, n. 1, 1996.
- Renzo Negri e le “Memorie del pendolare”, “Otto/Novecento”, numero unico 1996-1997.
- La vita e la parola dei poveri nelle fonti manzoniane: i grandi processi del Seicento milanese, in AA.VV., La città e i poveri. Milano e le terre lombarde dal Rinascimento all’età spagnola, a c. di Danilo Zardin,Milano, Jaca Book, 1997.
- La trilogia narrativa di Dino Claudio, “Otto/Novecento”, gennaio-agosto 1998.
- Parini: il frammento sulla colonna infame e “l’auto da fè”, “Rivista di Letteratura Italiana”, n. 2-3, 1999.
- Pier Luigi Piotti poeta solitario, “Otto/Novecento”, gennaio-aprile 1999.
- “Le poverazze” scelte per l’addio dell’ultimo Moretti, “Otto/Novecento”, gennaio-aprile 2000.
- Fiori e piante nell’opera leopardiana, in AA.VV, Leopardi e lo spettacolo della natura, Atti del Convegno Internazionale, a c. di Vincenzo Placello, Napoli, Liguori, 2000.
- Appunti sul teatro milanese di Cletto Arrighi, “Otto/Novecento”, maggio-agosto 2003.
- La poesia di Dino Claudio, “Otto/Novecento”, settembre-dicembre 2003.
- Tra giornali e riviste: “Il Campo”, “Otto/Novecento”, maggio-agosto 2004.
- L’opera poetica di Raffaele Crovi, “Otto/Novecento”, settembre-dicembre 2004.
- Introduzione a “La Posta di Caprino” di Antonio Ghislanzoni, a c. di Gian Luca Baio, Giorgio Rota, Caprino Bergamasco, Fucina Ghislanzoni, 2004.
- Mutazioni onomastiche di alcune novelle da Basile a Collodi, “Il Nome nel Testo”, n. VI, 2004.
- Domenico Giuliotti cavaliere di Dio, in AA.VV., Le parole del sacro. L’esperienza religiosa nella letteratura italiana, a c. di Giovanna Ioli, Novara, Interlinea Edizioni, 2005.
- La peste nei “Promessi Sposi”, in AA.VV., “Questo matrimonio non s’ha da fare...”. Lettura de “I promessi sposi”, a c. di Paola Fandella - Giuseppe Langella - Pierantonio Frare, Milano, Vita e Pensiero, 2005.
- Il “Corriere di Napoli” e D’Annunzio, in AA.VV., D’Annunzio a Napoli, a c. di Angelo R. Pupino, Napoli, Liguori, 2005.
- L’opera poetica di Raffaele Crovi, in AA. VV., Studi di letteratura italiana per Vitilio Masiello, a c. di Pasquale Guaragnella - Marco Santagata, t. III, Roma-Bari, Laterza, 2006.
- Matilde Serao: “Api, mosconi e vespe” al “Corriere di Napoli”, in AA.VV., Matilde Serao. Le opere e i giorni, a c. di Angelo R. Pupino, Napoli, Liguori, 2006.
- “Monnezze” e “dorature” nella Napoli di Lenòr nel romanzo “Il resto di niente” di Renzo Striano, “Otto/Novecento”, gennaio-aprile 2007.
- Per Sergio Corazzini nel centenario della morte, “Otto/Novecento”, settembre-dicembre 2007.
- Necrologie su Salvatore Di Giacomo nei giornali settentrionali, in AA.VV., Salvatore Di Giacomo settant’anni dopo, a c. di Elena Candela - Angelo R. Pupino, Napoli, Liguori, 2007.
- La questione del crepuscolarismo nella raccolta “Poesie” di Umberto Saba, “Otto/Novecento”, maggio-agosto 2008.
- Enrichetta e Lucia, in AA. VV., In un concerto di voci amiche. Studi di letteratura italiana dell’Otto e Novecento in onore di Donato Valli, tomo I, a c. di Marinella Cantelmo e Antonio Lucio Giannone, Lecce, Congedo Editore, 2008.
- Un piccolo recupero: le “Cronache poetiche” di Tito Marrone, “Otto/Novecento”, gennaio-aprile 2009.
- La Scapigliatura: movimento, letteratura e giornalismo, in AA.VV., La Scapigliatura. “Un pandemonio” per cambiare l’arte, a c. di Annie - Paule Quinsac, Venezia, Marsilio, 2009.
- Idea della Scapigliatura. Letteratura e contesto storico, in AA.VV., La Scapigliatura e Angelo Sommaruga. Dalla bohème milanese alla Roma bizantina, a c. di Matteo Noja, Milano, Biblioteca di via Senato, 2009.
- «Piuttosto mostro che donna», in AA.VV., La monaca di Monza. La storia, la passione, il processo, a c. di Lorenza Tonani, Milano, Silvana Editoriale, 2009.

Articoli
- L’ispirazione, “L’Italia”, 6 giugno 1962.
- William Faulkner, “L’Italia”, 10 luglio 1962.
- Il diritto dei giornalisti al segreto professionale, “L’Italia”, 14 agosto 1962.
- Un rapporto di solidarietà fra giornalista e lettore, “L’Italia”, 29 agosto 1962.
- Una generazione inquieta ricerca qualcosa di nuovo, “L’Italia”, 15 novembre 1962.
- Il futurismo si è tutto dissolto come una grande bolla di sapone?, “L’Italia”, 23 novembre 1962.
- Nel dolore l’uomo di pena trova la fonte del suo canto, “L’Italia”, 12 dicembre 1962.
- Lirica sofisticata, “L’Italia”, 18 dicembre 1962.
- Quasimodo e Sinisgalli: i notabili dell’ermetismo, “L’Italia”, 10 gennaio 1963.
- Rivive padron Lazzaro onesto mugnaio di Po, “L’Italia”, 17 gennaio 1963.
- Le mezze calzette, “L’Italia”, 14 febbraio 1963.
- Togliamo la polvere alle nostre biblioteche, “L’Italia”, 17 febbraio 1963.
- Parole e fatti di Italo Calvino, “L’Italia”, 15 marzo 1963.
- Il sangue sull’asfalto, “L’Italia”, 29 marzo 1963.
- La fretta e l’imprudenza sono sorelle della morte, “L’Italia”, 3 aprile 1963.
- Letteratura disonesta, “L’Italia”, 7 maggio 1963.
- Tanta gente distratta legge oggi i giornali, “L’Italia”, 12 giugno 1963.
- I grossisti di notizie non hanno tregua, “L’Italia”, 13 luglio 1963.
- Per dare fiato a un giornale bisogna fare salti mortali, “L’Italia”, 16 luglio 1963.
- Il diritto di informare e di essere informati, “L’Italia”, 19 luglio 1963.
- Polemica in sordina, “L’Italia”, 26 luglio 1963.
- Tutti amano il verde a Malaga ma la terra intorno è bruciata, “L’Italia”, 3 ottobre 1963.
- La solitudine è il dramma della più recente narrativa, “L’Italia”, 29 ottobre 1963.
- I critici per non voler vedere si comportano come gli struzzi, “L’Italia”, 1º novembre 1963.
- Freddi come il ghiaccio i personaggi di Moravia, “L’Italia”, 3 novembre 1963.
- Il cavallo di battaglia è la nostra realtà sociale, “L’Italia”, 9 novembre 1963.
- Il tema della Resistenza nella nostra letteratura d’oggi, “L’Italia”, 10 novembre 1963.
- Impegni morali e spirituali presenti nella narrativa di destra, “L’Italia”, 14 novembre 1963.
- Esser chiari come l’acqua è oggi molto giù di moda, “L’Italia”, 16 novembre 1963.
- Francesco Casnati. Ricordi di uno scolaro, “Il Ragguaglio Librario”, settembre 1970.
- Dante tra Firenze e il paese sincero, “Il Ragguaglio Librario”, gennaio 1985.
- Francesco Casnati uomo e critico, “Il Ragguaglio Librario”, novembre 1991.
- Ricordo di Ernesto Travi, “Annali Manzoniani”, n. IV-V, 2001-2003.
- Tutti i versi di Papini. Riscopriamo la lirica del fiorentino, geniale ed errante, pressoché priva di padri celebri, “Il Domenicale”, 17 marzo 2007.
- Parlar male della Chiesa è una moda redditizia. Troppi cantori per il Gesù non cristiano, “La Voce del Popolo”, 27 aprile 2007.
- Cento anni fa moriva Corazzini, il crepuscolare che ha spalancato la strada al Novecento. Storia del povero Sergio, “Il Domenicale”, 4 agosto 2007.
- Fine secolo a Milano. Luca Della Bianca e l’Ottocento meneghino, “Il Domenicale”, 15 dicembre 2007.
- Grande Zola. Oltre lo stereotipo un saggio appassionato e concreto di Luca Della Bianca, “Il Domenicale”, 28 giugno 2008.
- Roberto Sacchetti e il suo romanzo risorgimentale “Entusiasmi”, “Italianistica”, n. 2, 2011.

Direzione scientifica di rivista accademica
- “Otto/Novecento. Trimestrale di critica e di storia letteraria” (dal 1996).

Saggistica varia
- Viaggio nell’ambiente dell’uomo, Varese, Spazio 3, 1988.
- Ecologia: un problema aperto, Varese, Spazio 3, 1990.

Narrativa
- Tutta la vita a piedi [romanzo], Torino, Aragno, 2003.
- Il vecchio e la Tatù [romanzo], Milano, La Vita Felice, 2019.

Biografia storica
- «Allora non è pane!». Vita di san Giovanni Maria Vianney Curato d’Ars, Milano, Edizioni Ares, 2010 (“Premio Capri”, 2010).
- «Amore vuole amore». Vita, scritti ed eredità spirituale di santa Gemma Galgani mistica di Lucca [in collaborazione con Gemma Giannini, prefazione di Monsignor Italo Castellani], Milano, Ares, 2013.
- L’era dei martiri. Santa Restituta d’Africa tra storia e leggenda, “Studi Cattolici”, ottobre 2011.